# ياتا نو كاغامي

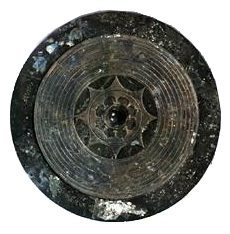
ياتا نو كاغامي

ياتا نو كاغامي (八咫鏡) هي مرآة مقدسة تشكل جزءًا من الشعارات الإمبراطورية اليابانية. يقال أنها توجد في مزار إيسه الكبير في مقاطعة ميه باليابان، وعلى الرغم من أن رؤيتها غير متاحة للجمهور العام فإن ذلك يجعل من الصعب التحقق من أنها هناك. تمثل ياتا نو كاغامي «الحكمة» أو «الصدق»، اعتمادًا على المصدر. وتعتبر هدية لليابان من الإلهة أماتيراسو، وآمن الأباطرة بحضور أماتيراسو في المرآة لدرجة أنهم كلفوا ابنتهم بالخدمة ككاهنة على الضريح مع حاشية ملكية كبيرة. تمثل المرايا في اليابان القديمة الحقيقة لأنها تعكس فقط ما يظهر، وكانت مصدر الكثير من الغموض والتقديس (كونها عناصر غير شائعة). والفولكلور الياباني غني بالقصص عن الحياة قبل أن تكون المرايا شائعة.

## الأسطورة
في أسطورة أماتيراسو، إلهة الشمس، سادت هي ومجموعة من العذارى على سهل سماوي جميل. كن يذهبن إلى حقول الأرز المقدسة، وينسجن ويغزلن، ويرقصن ويقمن مسابقات بينهن. تحدّاها أخوها سوزانو-أُو في تحد من يخلق أكبر عدد من الآلهة؛ فأخذت أماتيراسو سيف سوزانو وصنعت ثلاثة آلهة، بينما أخذ سوزانو جوهرة قلادة أماتيراسو وصنع خمسة إلهات. ادعت أماتيراسو النصر لأن الآلهة الإناث التي صنعها أخوها كانت ملكها. كان كل شيء هادئًا إلى أن قام شقيقها سوزانو بتدنيس حقول الأرز السماوية. والأسوأ من ذلك، فقد قام بقتل الحصان السماوي وألقى جلده في غرفة أماتيراسو، حيث كانت تنسج هي وعذراواتها.
على الرغم من أن سوزانو قد تم نفيه بسبب جريمته، إلا أن أماتيراسو اختبأت في كهف من الكهوف، مما تسبب في الظلام على السهل السماوي. تجمعت كل آلهة السماوات والأرض خارج الكهف لإخراج إلهة الشمس واستعادة الضوء إلى العالم. ولكن شيئا لم يفلح. لذلك قاموا برقصة الكاغورا تحت اشراف الإلهة أمه نو أوزومه ووضعوا المرآة التي صنعت من قبل الإله إيشيكوري-دومه وجوهرة العقد «ياساكاني نو ماغاتاما» أمام مدخل الكهف. تطلعت أماتيراسو في فضول إلى أصوات الاحتفال والرقص. وهناك رأت نفسها في المرآة ورأت جمالها في المرآة ما أخرجها من الكهف.
كان هناك احتفال كبير بعودة الضوء إلى الكون كله مرة أخرى. ومع أن سوزانو قد تاب عن عدم رضاه بنتائج المسابقة التي أقامها مع أخته، فقد قدّم هدية المصالحة الخاصة به وهي قتل التنين ذو الرؤوس الثمانية، ''ياماتا نو أوروتشي''، وأعطى الذيل الذي أصبح سيفًا لأماتيراسو.

بعد استعادة ضوء الكون، تحولت أماتيراسو إلى ابنها، ''آمي نو أوشيدوميمي'' لتقديم هدايا إلى الإمبراطور البشري من أجل الحفاظ على النظام حتى تعود. لم يتمكن ابنها من التغلب على فوضى الأرض. فالتفتت إلى حفيدها، ''نينيجي نو ميكوتو''. حيث عرض على الإمبراطور جوهرة القلادة التي امتلكتها جدّته أماتيراسو، وسيف سوزانو ومرآة ياتا التي أخرجت الضوء من الكهف. وضع إمبراطور اليابان هذه الهدايا الثلاث في ضريح إيسه؛ وتعلم الناس فنون الزراعة والنسيج والرقص. كانت البلاد متحدة تحت عقيدة الشنتو؛ وتم استعادة النظام للعالم حتى تعودأماتيراسو. يؤمن دين الشنتو أنّ إلهة الشمس ستعود من خلال المرآة في يوم من الأيام.

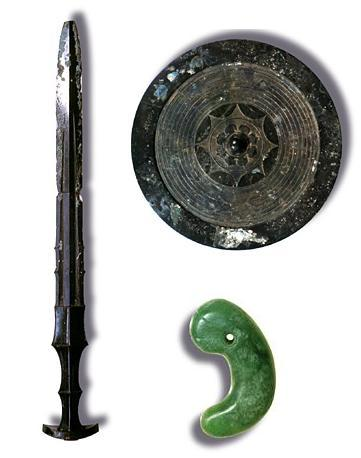
الشعارات الملكية اليابانية

في عام 1040م (حقبة شوكيو الأولى، الشهر التاسع)، تم حرق المقصورة التي تحتوي على المرآة المقدسة في النار. وسواءٌ كانت تلك المرآة قد فقدت أم لا رجعة فيها، فإنه يُقال إنها موجودة اليوم في ضريح إيسه الكبير، بينما يتم تكريس نسخة متماثلة في محميات القصر الثلاث في قصر طوكيو الامبراطوري.

## روابط خارجية
- Ise Jingu's page على Yata no Kagami| التسلسل الزمني | - العصر الحجري - فترة جومون - فترة يايوي - فترة كوفون - فترة أسوكا - فترة نارا - فترة هييآن - فترة كاماكورا - فترة موروماتشي - فترة أزوتشي-موموياما - فترة إيدو - فترة مييجي - فترة تايشو - فترة شووا - فترة هيسي |
| مواضيع         | - الاقتصادي - العسكري - البحري - البحرية الإمبراطورية - الجيش الإمبراطوري |

| - العنونة - المدن - المقاطعات - البيئة - نقاط قصوى [لغات أخرى]‏ - الجزر - البحيرات - المحافظات - المناطق - الأنهار - بلدات - قرى |

| - القومية - الانتخابات - الإمبراطور - قائمة - حقوق الإنسان - حقوق المثليين - نظام اليابان القضائي - القانون - تطبيق القانون - البرلمان - مجلس المستشارين - مجلس النواب - الأحزاب السياسية - قوات الدفاع الذاتي - الجوية - المشاة - البحرية | |
| حكومة اليابان | - مجلس الوزراء - السياسة النقدية والمالية [لغات أخرى]‏ - السياسة الخارجية - الوزارات - رئيس الوزراء - قائمة - نائب رئيس الوزراء |

| - القومية - الانتخابات - الإمبراطور - قائمة - حقوق الإنسان - حقوق المثليين - نظام اليابان القضائي - القانون - تطبيق القانون - البرلمان - مجلس المستشارين - مجلس النواب - الأحزاب السياسية - قوات الدفاع الذاتي - الجوية - المشاة - البحرية | |
| حكومة اليابان | - مجلس الوزراء - السياسة النقدية والمالية [لغات أخرى]‏ - السياسة الخارجية - الوزارات - رئيس الوزراء - قائمة - نائب رئيس الوزراء |

| - الزراعة والحراجة والصيد - بنك اليابان - التصنيف العالمي [لغات أخرى]‏ - العمالة - الصناعة - الطاقة - الطاقة الشمسية - الإتصالات - النقل - الين |

| - الجريمة - السكان - التعليم - الإتيكيت - القمار - الإسكان - اللغات - الدين - فلسفة - الجنسانية [لغات أخرى]‏ - التدخين - المرأة - المهن - الكليات النسائية | |
| الثقافة | - الجماليات - أنمي / مانغا - العمارة - الفنون - بونساي - السينما - المطبخ - المهرجانات - الفلكلور - فلكلور ياباني - حديقة يابانية - غيشا - الألعاب - إيكيبانا - كاوائي - الأدب - الفنون القتالية - الإعلام - الموسيقى - الأساطير - الأسماء - أونسن - الرياضة - سادو - التلفزة - المسرح - قيم اليابان - الإلتزام والتضحية - الشخصانية والسلوك |